# Itoplectis alternans
Itoplectis alternans är en stekelart som först beskrevs av Johann Ludwig Christian Gravenhorst 1829.  Itoplectis alternans ingår i släktet Itoplectis och familjen brokparasitsteklar. Arten är reproducerande i Sverige.

## Underarter
Arten delas in i följande underarter:
- I. a. bicolorata
- I. a. epinotiae